# Cebysa conflictella
Cebysa conflictella är en fjärilsart som beskrevs av Walker 1863. Cebysa conflictella ingår i släktet Cebysa och familjen säckspinnare. Inga underarter finns listade i Catalogue of Life.